# Parole intrecciate
Le parole intrecciate, conosciute anche come crucipuzzle, sono un gioco enigmistico che consiste nel cercare delle parole, generalmente attinenti ad un tema e presenti in una lista, in un insieme di lettere. Le lettere eventualmente restanti formano una parola nascosta (chiave) della quale è fornita la definizione.
Le parole da cercare, generalmente riguardanti un argomento specifico, possono essere in verticale, in orizzontale e in diagonale, sia da sinistra verso destra che da destra verso sinistra, nonché dall'alto o dal basso.

## Varianti

### Parole intrecciate illustrate
In questa variante non vi è una lista di parole ma un insieme di immagini che raffigurano le parole da cercare.

### Parole intrecciate da completare
Al posto di alcune lettere sono raffigurati dei quadrati. Per risolvere il crucipuzzle bisogna inserire dentro i quadrati le lettere per completare le parole.